# Victor Grégoire
Pour les articles homonymes, voir Grégoire.
Victor Marie Théodore Joseph Grégoire (né à Anderlues, le 5 décembre 1870 ; mort à Louvain, le 12 décembre 1938) est un cytologiste et botaniste belge. Il est chanoine honoraire de la cathédrale de Tournai et professeur à l'université catholique de Louvain.

## Biographie
Issu d'une famille de sept enfants, Victor Grégoire effectue ses humanités gréco-latines au petit séminaire de Bonne-Espérance de 1881 à 1887. En 1887, il entre à l'Université pontificale grégorienne de Rome. Il devient docteur en philosophie et en théologie en 1894 et est ordonné prêtre la même année.
Victor Grégoire commence ensuite des études de sciences naturelles à l'université catholique de Louvain, dans le laboratoire de Jean-Baptiste Carnoy. Reçu docteur en sciences en 1899, Grégoire effectue un voyage d'études de plusieurs mois en Allemagne. Cependant, Carnoy meurt en septembre de la même année. Grégoire est alors rappelé d'urgence à Louvain pour succéder à son maitre. On le charge d'enseigner les cours de cytologie et de botanique.
Grégoire devient ensuite directeur de l'Institut Carnoy à Louvain et de la revue La Cellule. Il consacre le reste de sa vie à l'enseignement et la recherche en cytologie à Louvain, où il meurt, le 12 décembre 1938.

## Travaux
L'essentiel des recherches de Victor Grégoire porte sur la structure et la division du noyau. Il publie plusieurs mémoires sur la mitose entre 1903 et 1931. Par ailleurs, il approfondit également ses recherches sur les divisions réductionnelles lors de la méiose.
La dernière partie de la carrière de Grégoire se concentre sur l'embryologie végétale, en particulier la morphogenèse et l'histogenèse de la tige feuillée, de la fleur et des organes floraux.

## Publications
- Victor Grégoire, « Les résultats acquis sur les cinèses de maturation dans les deux règnes : revue critique de la littérature », La Cellule, t. 22,‎ 1905, p. 219-376.
- Victor Grégoire, « Les cinèses de maturation dans les deux règnes : l'unité essentielle du processus méiotique », La Cellule, t. 26,‎ 1910, p. 221-422.
- Victor Grégoire, Éléments de botanique, Louvain, Uystpruyst, 1936, 3e éd. (1re éd. 1930), 344 p.
- Victor Grégoire, « La morphogenèse et l'autonomie morphologique de l'appareil floral : le Carpelle », La Cellule, t. 47,‎ 1938, p. 285-452.